# Sara Kolak
Sara Kolak, född 22 juni 1995 i Ludbreg i Kroatien, är en kroatisk spjutkastare.

## Karriär
År 2013 tog hon brons i spjutkastning vid Junioreuropamästerskapen i italienska Rieti. Året därpå (2014) tog hon brons i samma gren vid Juniorvärldsmästerskapen i amerikanska Eugene. Den 9 juli 2016 tog hon brons i spjutkastning vid Europamästerskapen i friidrott i Amsterdam i Nederländerna. Med ett kast på 63,50 meter slog hon då det tidigare kroatiska nationsrekordet (som hon själv satt sjutton dagar tidigare i Split) med 75 centimeter. Vid de olympiska sommarspelen i brasilianska Rio de Janeiro år 2016 tog hon guld genom att kasta 66,18 meter. I samband med det slog hon det tidigare kroatiska nationsrekordet (som också satts av henne).     